# Trịnh Văn Vinh
Trịnh Văn Vinh (sinh ngày 17 tháng 12 năm 1995 tại Bắc Ninh) là một vận động viên cử tạ người Việt Nam. Trong sự nghiệp, Trịnh Văn Vinh từng giành huy chương vàng châu Á 2016; huy chương vàng và phá kỷ lục SEA Games 29 năm 2017; huy chương vàng thế giới 2017. Năm 2024, anh giành vé tham dự Thế vận hội Mùa hè 2024 ở nội dung 61 kg Nam.

## Tiểu sử
Trịnh Văn Vinh sinh năm 1995 tại xã Việt Thống, thị xã Quế Võ, tỉnh Bắc Ninh trong gia đình làm nông và dòng họ không ai theo nghiệp thể thao. Kkhi đang học cấp hai, anh bất ngờ bén duyên với cử tạ. Năm 2008, HLV Đỗ Đình Du đi khắp tỉnh tìm tài năng trẻ và nhìn thấy sức vóc tốt của Trịnh Văn Vinh, nên thuyết phục gia đình cho về Trung tâm huấn luyện thể thao Bắc Ninh để rèn giũa.
Trong chương trình Chuyển động 24h của Đài Truyền hình Việt Nam, Trịnh Văn Vinh chia sẻ: "Năm em học lớp 7 thì thầy Đỗ Đình Du về trường cấp 2 của em và tuyển chọn em lên [...] Lúc đầu em cũng không biết cử tạ là gì cả. Cứ theo thầy đi tập và dần dần thì không tập thì cảm thấy khó chịu, thấy thiếu".

## Sự nghiệp thể thao

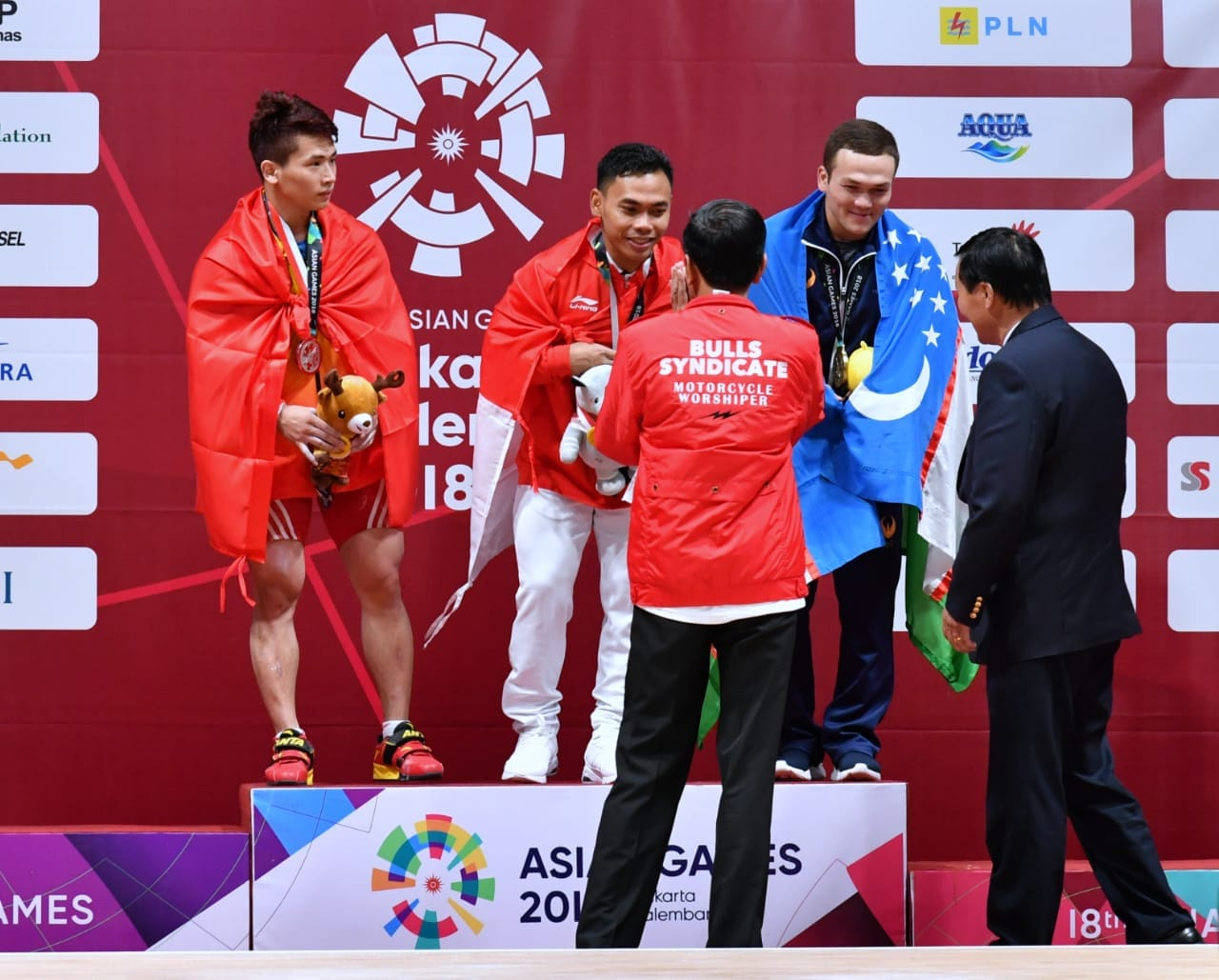
Trịnh Văn Vinh (bên trái, huy chương bạc) trên bục nhân huy chương cùng Eko Yuli Irawan và Adkhamjon Ergashev tại Đại hội Thể thao châu Á 2018

### Sự nghiệp ban đầu
Từ bỡ ngỡ, Vinh nổi lên như đô cử nam hàng đầu hạng 62 kg rồi được gọi vào đội tuyển quốc gia lúc 20 tuổi. Sự thăng tiến của anh khiến các HLV kinh ngạc khi liên tiếp giành HC vàng cử đẩy, HC bạc tổng cử ở giải vô địch châu Á 2016. Đến năm 2017, Vinh giành HC vàng cử giật giải vô địch thế giới 2017, với thành tích 136 kg để tạo kỷ lục cá nhân. Nhưng gây sốc nhất là tại SEA Games ở Malaysia khi Vinh giành HC vàng với tổng cử 307 kg để lập kỷ lục đại hội, và nhiều hơn một kg so với Eko Yuli Irawan – đô cử mạnh nhất Đông Nam Á và đang là đương kim á quân Olympic.
Sau đó, Eko phục thù khi giành HC vàng ASIAD 2018 với thành tích 311 kg. Vinh về nhì với 12 kg ít hơn nhưng vẫn tạo nên lịch sử khi giúp cử tạ Việt Nam lần đầu có huy chương ở hạng cân này. May mắn song hành khi cường quốc cử tạ hàng đầu thế giới Trung Quốc bị cấm dự Á vận hội vì doping.
Trên đà phát triển tốt, Vinh vào nhóm VĐV được đầu tư trọng điểm cho Olympic Tokyo 2020. Những nhà làm chuyên môn kỳ vọng anh sẽ toả sáng giành huy chương, tái hiện lại khoảnh khắc Hoàng Anh Tuấn giành HC bạc Olympic Bắc Kinh 2008, hay HC đồng Trần Lê Quốc Toàn tại London 2012.

### Tạm dừng thi đấu
Tháng 11.2018, Trịnh Văn Vinh được Liên đoàn cử tạ thế giới (IWF) lấy mẫu thử kiểm tra doping theo quy định. Tháng 2.2019, kết quả mẫu thử được công bố rằng, anh đã dương tính với testosterone ngoại sinh và một chất khác, do vậy sau khi xem xét kỹ lưỡng thì Tổ chức phòng chống doping quốc tế (WADA) đã đưa ra án phạt 5.000 USD và cấm thi đấu 4 năm. Ông Đỗ Đình Kháng - vụ phó Vụ Thể thao thành tích cao 2 kiêm trưởng bộ môn cử tạ Tổng cục TDTT lúc bấy giờ - xác nhận liên đoàn và lãnh đạo Tổng cục TDTT đã nhận được thông báo này. Vận động viên bị cấm thi đấu, còn khoản tiền nộp phạt ông Kháng cho biết đơn vị chủ quản của Trịnh Văn Vinh là Công an nhân dân phải đứng ra lo liệu. Lý giải sau khi dương tính với doping, Trịnh Văn Vinh cho biết trong thời gian này anh bị chấn thương nên có sử dụng thuốc. Trong số các loại thuốc vận động viên dùng có thành phần được xác định là chất cấm. Dù vậy giải trình của anh được cho là không thuyết phục.
Văn Vinh từng chia sẻ, bản thân đã khép mình đáng kể khi nhận án phạt. "Tuy nhiên, qua một thời gian, các thầy và bạn bè động viên tôi nên cởi bỏ tâm lý, tập luyện duy trì sẽ tốt hơn bởi nếu khép mình sẽ là khó có sự trở lại...", Trịnh Văn Vinh trao đổi. Án phạt cấm thi đấu 4 năm với một vận động viên đúng là bước ngoặt cuộc đời phải nhớ mãi. Ở giai đoạn khó khăn đó, Trịnh Văn Vinh cũng kết thúc hợp đồng với đơn vị chủ quản Công an Nhân dân và chuyển đến đơn vị mới là Bắc Ninh. Như trong chia sẻ của anh, được đơn vị Bắc Ninh mời về khoác áo và nhà quản lý vẫn nuôi quân chấp nhận chờ hết án cấm để Vinh trở lại là một nghĩa cử để lực sĩ này dốc hết khả năng của mình về chuyên môn cho thể thao Bắc Ninh. Thêm nữa, Bắc Ninh cũng là quê nhà của Trịnh Văn Vinh nên thi đấu cho quê hương là điều mong mỏi.

### Trở lại thi đấu và giành vé Olympic
Đến tháng 2 năm 2023, Trịnh Văn Vinh chính thức hết án phạt 4 năm, những giải cử tạ đầu tiên anh tham dự là Giải vô địch Cử tạ châu Á 2023 và Giải vô địch Cử tạ Thế giới 2023, tuy nhiên đều không đạt thứ hạng cao. Đầu tháng 2 năm 2024, anh tham dự giải vô địch châu Á tổ chức tại Uzbekistan. Trong phần thi cử giật, Trịnh Văn Vinh đạt kết quả tốt nhất sau ba lần nâng là 129 kg. Tới phần thi cử đẩy, sau ba lượt đẩy, Trịnh Văn Vinh có thành tích tốt nhất là 161 kg. Với tổng trọng tạ 290 kg, Trịnh Văn Vinh giành HCĐ, qua đó tiếp tục tích lũy thêm điểm chuyên môn trên bảng xếp hạng tranh vé dự Olympic. Cúp cử tạ thế giới 2024 là cơ hội cuối cho Trịnh Văn Vinh cùng các đô cử tranh vé tham dự Olympic Paris 2024 khi tốp 10 chung cuộc sẽ đoạt vé. Trước khi giải đấu này diễn ra, Trịnh Văn Vinh xếp hạng 10 với thành tích 292 kg nên dồn toàn lực để tranh vé. Ở chung kết, Trịnh Văn Vinh tranh tài ở nhóm B và xếp nhất với thành tích 131 kg cử giật, 163 kg cử đẩy và tổng cử là 294 kg, qua đó chắc suất dự Olympic do không có vận động viên nào nhóm A nằm ngoài top 10.

## Lịch sử thi đấu
Chú thích
- DNS – Did not start: Không thi đấu
- PR – Personal record: Kỉ lục cá nhân

| Năm                                                                                 | Nơi tổ chức                               | Hạng cân                                  | Cử giật                                   | Cử giật                                   | Cử giật                                   | Cử giật                                   | Cử đẩy                                    | Cử đẩy                                    | Cử đẩy                                    | Cử đẩy                                    | Tổng                                      | Hạng                                      |
| Năm                                                                                 | Nơi tổ chức                               | Hạng cân                                  | 1                                         | 2                                         | 3                                         | Hạng                                      | 1                                         | 2                                         | 3                                         | Hạng                                      | Tổng                                      | Hạng                                      |
| Thế vận hội Mùa hè – Summer Olympic Games                                           | Thế vận hội Mùa hè – Summer Olympic Games | Thế vận hội Mùa hè – Summer Olympic Games | Thế vận hội Mùa hè – Summer Olympic Games | Thế vận hội Mùa hè – Summer Olympic Games | Thế vận hội Mùa hè – Summer Olympic Games | Thế vận hội Mùa hè – Summer Olympic Games | Thế vận hội Mùa hè – Summer Olympic Games | Thế vận hội Mùa hè – Summer Olympic Games | Thế vận hội Mùa hè – Summer Olympic Games | Thế vận hội Mùa hè – Summer Olympic Games | Thế vận hội Mùa hè – Summer Olympic Games | Thế vận hội Mùa hè – Summer Olympic Games |
| ----------------------------------------------------------------------------------- | ----------------------------------------- | ----------------------------------------- | ----------------------------------------- | ----------------------------------------- | ----------------------------------------- | ----------------------------------------- | ----------------------------------------- | ----------------------------------------- | ----------------------------------------- | ----------------------------------------- | ----------------------------------------- | ----------------------------------------- |
| 2024                                                                                | Paris, Pháp                               | 61 kg                                     | 128                                       | 128                                       | 128                                       | —                                         | DNS                                       | DNS                                       | DNS                                       | DNS                                       | —                                         | —                                         |
| Giải vô địch Thế giới – World Championships                                         |                                           |                                           |                                           |                                           |                                           |                                           |                                           |                                           |                                           |                                           |                                           |                                           |
| 2017                                                                                | Anaheim, Hoa Kỳ                           | 62 kg                                     | 130                                       | 134                                       | 136 PR                                    | 1                                         | 165                                       | 165                                       | 166                                       | —                                         | —                                         | —                                         |
| 2023                                                                                | Riyadh, Ả Rập Xê Út                       | 61 kg                                     | 126                                       | 130                                       | 132                                       | 11                                        | 162                                       | 166                                       | 166                                       | 10                                        | 292                                       | 8                                         |
| Cúp Thế giới – IWF World Cup                                                        |                                           |                                           |                                           |                                           |                                           |                                           |                                           |                                           |                                           |                                           |                                           |                                           |
| 2024                                                                                | Phuket, Thái Lan                          | 61 kg                                     | 129                                       | 131                                       | 133                                       | 5                                         | 163                                       | 163                                       | 165                                       | 8                                         | 294                                       | 6                                         |
| Giải Grand Prix – IWF Grand Prix                                                    |                                           |                                           |                                           |                                           |                                           |                                           |                                           |                                           |                                           |                                           |                                           |                                           |
| 2023 - II                                                                           | Doha, Qatar                               | 61 kg                                     | 130                                       | 130                                       | 130                                       | —                                         | DNS                                       | DNS                                       | DNS                                       | DNS                                       | —                                         | —                                         |
| Đại hội Thể thao châu Á – Asian Games                                               |                                           |                                           |                                           |                                           |                                           |                                           |                                           |                                           |                                           |                                           |                                           |                                           |
| 2018                                                                                | Jakarta, Indonesia                        | 62 kg                                     | 129                                       | 133                                       | 136                                       | 3                                         | 162                                       | 166                                       | 179                                       | 3                                         | 299                                       | 2                                         |
| 2022                                                                                | Hàng Châu, Trung Quốc                     | 61 kg                                     | 128                                       | 131                                       | 132                                       | 6                                         | 164                                       | 170                                       | 170                                       | 4                                         | 292                                       | 6                                         |
| Đại hội Thể thao Trong nhà và Võ thuật châu Á – Asian Indoor and Martial Arts Games |                                           |                                           |                                           |                                           |                                           |                                           |                                           |                                           |                                           |                                           |                                           |                                           |
| 2017                                                                                | Ashgabat, Turkmenistan                    | 62 kg                                     | 128                                       | 133                                       | 136 PR                                    | 1                                         | 162                                       | 166                                       | 173                                       | 1                                         | 302                                       | 1                                         |
| Giải vô địch châu Á – Asian Championships                                           |                                           |                                           |                                           |                                           |                                           |                                           |                                           |                                           |                                           |                                           |                                           |                                           |
| 2016                                                                                | Tashkent, Uzbekistan                      | 62 kg                                     | 120                                       | 124                                       | 124                                       | 4                                         | 158                                       | 158                                       | 164                                       | 1                                         | 282                                       | 2                                         |
| 2017                                                                                | Ashgabat, Turkmenistan                    | 62 kg                                     | 128                                       | 132                                       | 134                                       | 3                                         | 165                                       | 167                                       | 170                                       | 2                                         | 299                                       | 2                                         |
| 2023                                                                                | Jinju, Hàn Quốc                           | 61 kg                                     | 128                                       | 128                                       | 128                                       | —                                         | 162                                       | 163                                       | 167                                       | 6                                         | —                                         | —                                         |
| 2024                                                                                | Tashkent, Uzbekistan                      | 61 kg                                     | 126                                       | 129                                       | 131                                       | 4                                         | 161                                       | 161                                       | 161                                       | 3                                         | 290                                       | 3                                         |
| Đại hội Thể thao Đông Nam Á – Southeast Asian Games                                 |                                           |                                           |                                           |                                           |                                           |                                           |                                           |                                           |                                           |                                           |                                           |                                           |
| 2017                                                                                | Kuala Lumpur, Malaysia                    | 62 kg                                     | 130                                       | 135                                       | 138                                       | 2                                         | 162                                       | 172 PR                                    | —                                         | 1                                         | 307 PR                                    | 1                                         |